# Caeruleuptychia aegrota
Espèce
Caeruleuptychia aegrota est une espèce de papillons de la famille des Nymphalidae et de la sous-famille des Satyrinae et du genre Caeruleuptychia.

## Dénomination
Caeruleuptychia aegrota a été décrit par l'entomologiste Arthur Gardiner Butler en 1867, sous le nom initial d' Euptychia aegrota.

### Nom vernaculaire
Caeruleuptychia aegrota se nomme  Aegrota Satyr en anglais. 

## Description
Caeruleuptychia aegrota est un papillon d'une envergure d'environ 37 mm au dessus bleu violet avec une bordure noire du bord externe des ailes antérieures et du bord costal des ailes postérieures.
Le revers est bleu-clair avec des rayures discale, postdiscale et marginale festonnée, avec un discret ocelle à l'apex des ailes antérieures et aux ailes postérieures une ligne d'ocelles dont les deux proches de l'apex et le gros proche de l'angle anal sont noir et pupillés les autres étant juste marqués par un cercle foncé.

## Écologie et distribution
Caeruleuptychia aegrota est présent au Brésil et en Équateur.

### Protection
Pas de statut de protection particulier